# دوشان سفيتانوفيتش
دوشان سفيتانوفيتش (مواليد 24 ديسمبر 1988) هو لاعب كرة قدم صربي.

## وصلات خارجية
- دوشان سفيتانوفيتش على موقع الاتحاد الأوربي (الإنجليزية)
- دوشان سفيتانوفيتش على موقع رابطة كرة القدم اليابانية للمحترفين (اليابانية)
- دوشان سفيتانوفيتش على موقع قاعدة بيانات كرة القدم.إي يو (الإنجليزية)
- دوشان سفيتانوفيتش على موقع ليكيب (الفرنسية)
- دوشان سفيتانوفيتش على موقع Soccerway.com (الإنجليزية)
- دوشان سفيتانوفيتش على موقع عالم كرة القدم.نت (الإنجليزية)